# Methylmalonsäure
Methylmalonsäure (MMS) ist eine chemische Verbindung aus der Gruppe der Dicarbonsäuren. Sie besteht aus dem Grundgerüst der Malonsäure und trägt zusätzlich eine Methylgruppe. Die Salze der Methylmalonsäure heißen Methylmalonate.

## Darstellung und Gewinnung
Methymalonsäure kann durch die Oxidation von 2-Methylpropan-1,3-diol mittels Kaliumpermanganat oder Salpetersäure gewonnen werden. Eine weitere Methode ist die Malonestersynthese von Malonsäurediethylester mit einem Methylhalogenid und anschließender Verseifung des Esters.

## Metabolismus

Propionat-Stoffwechselpfad mit Methylmalonsäure als Nebenprodukt

Methylmalonsäure ist ein Nebenprodukt des Propionat-Stoffwechselspfades. Es stammt aus folgenden Ausgangsquellen, wobei in Klammern der jeweilige, ungefähre Anteil am Gesamtkörper-Propionat-Stoffwechsel angegeben ist:
- essentielle Aminosäuren: Methionin, Valin, Threonin und Isoleucin[9] (~ 50 %)[8]
- ungeradzahlige Fettsäuren[9] (~ 30 %)[8]
- Propionsäure aus bakterieller Fermentation im Darm[9] (~ 20 %)[8]
- Cholesterin-Seitenkette[9]
- Thymin[10]

Das Propionatderivat Propionyl-CoA wird durch Propionyl-CoA-Carboxylase in D-Methylmalonyl-CoA und daran anschließend durch Methylmalonyl-CoA-Epimerase in L-Methylmalonyl-CoA umgewandelt. Der Eintritt in den Citratzyklus erfolgt durch die Umwandlung von L-Methylmalonyl-CoA in Succinyl-CoA durch L-Methylmalonyl-CoA-Mutase (MUT), wobei Vitamin B12 in Form von Adenosylcobalamin als Coenzym benötigt wird. Dieser Abbauweg von Propionyl-CoA zu Succinyl-CoA stellt einen der wichtigsten anaplerotischen Pfade des Citratzyklus dar. Methylmalonsäure entsteht als Nebenprodukt dieses Stoffwechselweges, wenn D-Methylmalonyl-CoA durch D-Methylmalonyl-CoA-Hydrolase in Methylmalonsäure und CoA gespalten wird. Das Enzym Acyl-CoA-Synthetase-Familienmitglied 3 (ACSF3) ist wiederum für die Umwandlung von Methylmalonsäure und CoA in Methylmalonyl-CoA verantwortlich.

## Klinische Relevanz

### Vitamin-B12-Mangel
Leeren sich die körpereigenen Speicher von Vitamin B12, steigt der Anteil von Methylmalonsäure im Blutplasma. Eine Messung des MMS-Spiegels kann entsprechend Hinweise für einen Vitamin-B12-Mangel liefern. Dieser Mangel kann vor dem Sichtbarwerden klinischer Symptome vorliegen.
Dennoch reicht die Untersuchung der MMS-Konzentration nicht aus, um sicher auf einen Vitamin-B12-Mangel zu schließen. Die Deutsche Gesellschaft für Ernährung empfiehlt daher eine Kombinationsmessung, also zusätzlich zur Messung eines Funktionsparameters wie ihn der MMS-Spiegel darstellt, auch eine Messung des Vitamin-B12-Spiegels (sogenannter Statusparameter), in der Regel Holotranscobalamin (Holo-TC). Ein erhöhter Homocystein-Spiegel, ein anderer Funktionsparameter der auf einen Vitamin-B12-Mangel hinweist, hat gegenüber dem MMS-Spiegel den Nachteil, dass dieser auch bei Folsäure- und Vitamin-B6-Mangel vorliegt, also weniger spezifisch ist.
Bei Nierenerkrankungen kann in seltenen Fällen der MMS-Spiegel auch dann erhöht sein, wenn die Statusparameter keinen Vitamin-B12-Mangel anzeigen. In solchen Fällen wird untersucht, ob die Vitamin-B12-Substitution zu einem Abfall des MMS-Spiegels führt, um einen Vitamin-B12-Mangel sicher nachzuweisen.

### Stoffwechselerkrankungen
Erhöhte Methylmalonsäurewerte können auch ihre Ursache in Methylmalonazidurien haben.
Wenn zu den erhöhten Methylmalonsäurewerten auch erhöhte Malonsäurewerte kommen, kann dies auf die Stoffwechselerkrankung kombinierte Malon- und Methylmalonazidurie (CMAMMA) deuten. Durch die Berechnung des Malonsäure-zu-Methylmalonsäure-Verhältnisses im Blutplasma, lässt sich die CMAMMA von der klassischen Methylmalonazidurie unterscheiden.

### Krebs
Im Jahr 2020 wurde eine Anhäufung von Methylmalonsäure im Blut mit zunehmendem Alter mit dem Fortschreiten von Tumoren in Verbindung gebracht.

### Bakterielle Überwucherung im Dünndarm
Auch eine bakterielle Überwucherung im Dünndarm kann durch den Wettstreit der Bakterien beim Aufnahmevorgang des Vitamin B12 zu erhöhten Methylmalonsäurewerten führen. Dies trifft bei Vitamin B12 aus der Nahrung und oraler Supplementierung zu und kann durch Vitamin-B12-Spritzen umgangen werden. Aus Fallstudien mit Patienten mit Kurzdarmsyndrom nimmt man zudem an, dass eine intestinale, bakterielle Überwucherung zu einer erhöhten Produktion von Propionsäure führt, welche eine Vorstufe der Methylmalonsäure darstellt. Es konnte gezeigt werden, dass sich in diesen Fällen die Methylmalonsäurewerte durch die Gabe von Metronidazol wieder normalisierten.

## Messung
Die Methylmalonsäurekonzentration im Blut wird durch eine Flüssigchromatographie mit Massenspektrometrie-Kopplung (LC-MS) gemessen.